# Liu Song

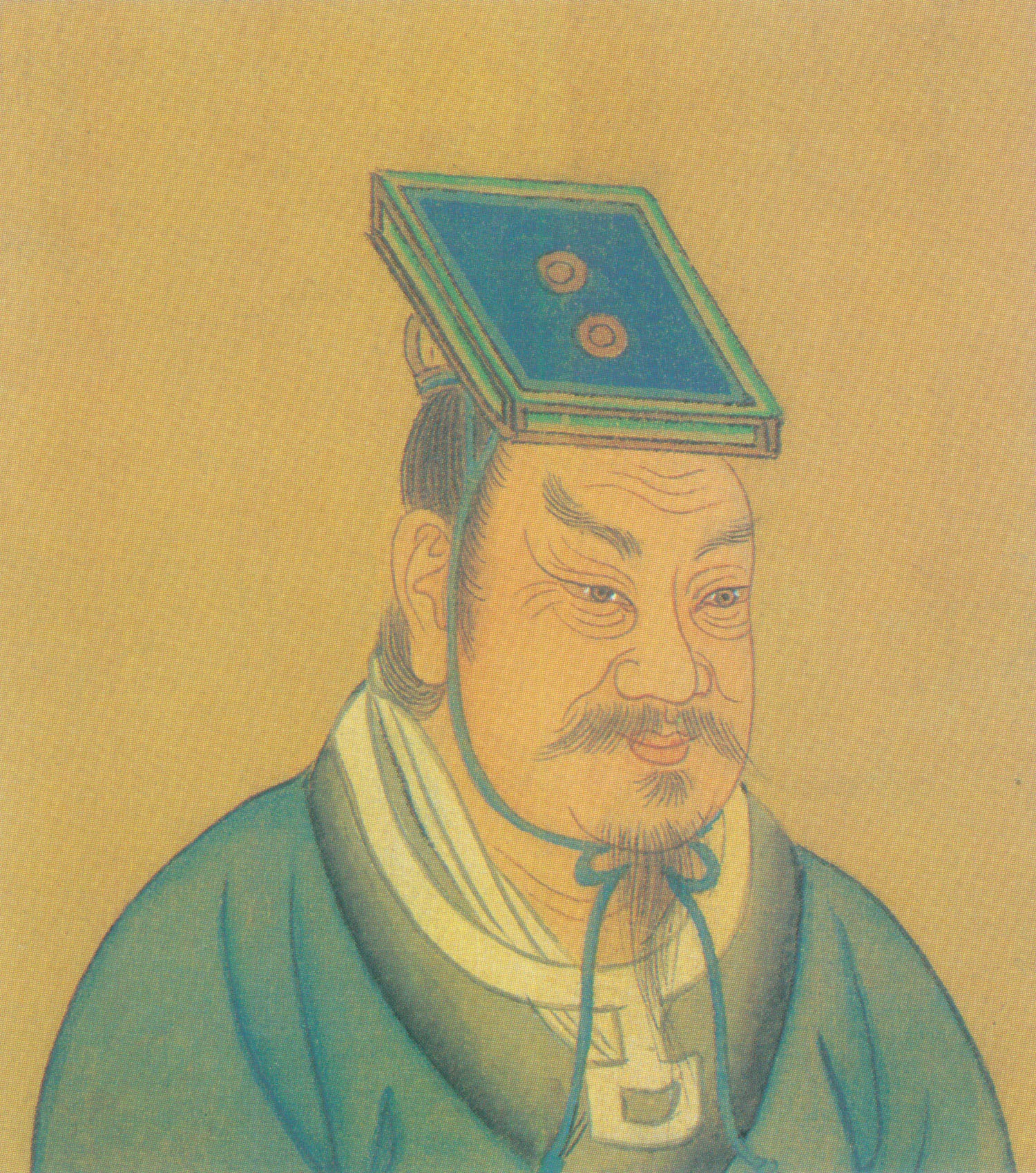
Song Wudi; Liu Songs grundare och första kejsare.

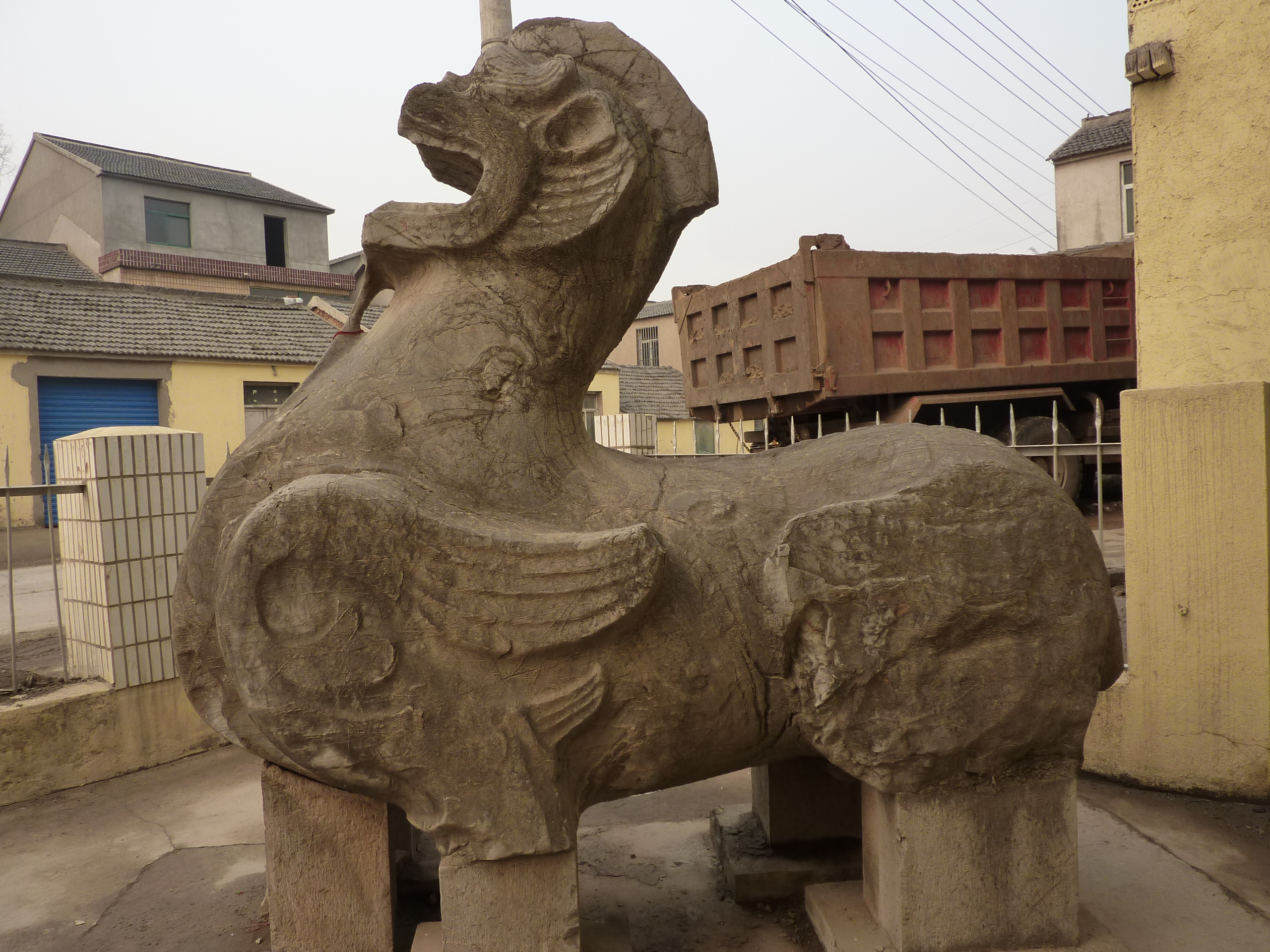
Den östra qilin vid Song Wudis grav Chuning i Nanjing.

För snookerspelaren; se Liu Song (snooker)
Liu Song (刘宋; Liú Sòng) var den första av de sydliga staterna under perioden De sydliga och nordliga dynastierna i Kina. Staten existerade år 420 till 479.

## Dynastins grundande
Jindynastin (265–420) plågades under början av 400-talet av bondeledda rebeller, som senare slogs ner av Liu Yu, som även besegrade Södra Yan och Senare Qin. Liu Yu fick mer och mer makt och 420 avsatte han kejsar Jin Gongdi, och gjorde sig själv till kejsar Song Wudi över Songdynastin och inledde regeringsperioden Yongchu. Dynastin kallas Liu Song efter grundarens familjenamn. Liu Song var den första av de Sydliga dynastierna, och bildandet av Liu Song markerar starten av den krigiska epoken De sydliga och nordliga dynastierna. Kejsar Song Wudi genomförde en rad reformer och grundade lagar för att lösa problemen med grymma jordägare, och stärka administrationen vilket skapade en mycket välmående stat under perioden då hans son Song Wendi (r. 424–453) regerade. Parallellt med uppbyggandet av regeringen tvingades kejsarna ständigt slå tillbaka mot invaderande stammar från norr. Kejsar Song Wudi var daoist, och styrde landet enligt daoistiska principer. Trots detta så blomstrade buddhismen i landet. Under kejsar Wendis regeringstid blev daoismen starkare.

## Dynastins fall
Xianbei-folket i norr i Norra Wei enade norra Kina 439 och rörde sig därefter söder ut. År 450 anfölls Liu Song av Norra Weis arme på 100 000 soldater bestående av infanteri och kavalleri. Liu Song försvagades kraftig av kriget. Kejsar Song Wendi mördades kort därefter, vilket ledde till maktstrider i riket där många familjemord utfördes i kampen om makten. År 479 tog Xiao Daocheng, en general ur den kejserliga armen, makten över Song och utropade sig som kejsar Gao och grundade dynastin Södra Qi.
Liu Song kontrollerade stor del av allt territorium söder om Gula floden, men området mellan Gula floden och Huaifloden förlorades till Norra Wei under kejsar Song Mingdi (r. 465–472). Liu Song huvudstad var Jiankang (dagens Nanjing)

## Regentlängd
| Nr | Postumt namn            | Tempelnamn   | Regeringstid | Personnamn        | Regeringsperiod                           | Not                   |
| -- | ----------------------- | ------------ | ------------ | ----------------- | ----------------------------------------- | --------------------- |
| 1  | Song Wudi 宋武帝        | Gaozu 宋祖   | 420 ↓ 422    | Liu Yu 劉裕       | Yongchu 永初 420–422                      | dynastins grundare    |
| 2  | Song Shaodii 宋少帝     |              | 422 ↓ 423    | Liu Yifu 劉義符   | Jingping 景平 423                         | bror till Song Wudi   |
| 3  | Song Wendi 宋文帝       | Taizu 太祖   | 424 ↓ 453    | Liu Yilong 劉義隆 | Yuanjia 元嘉 424–453                      | son till Song Wudi    |
| 4  | Song Xiaowudi 宋孝武帝  | Shizu 世祖   | 453 ↓ 464    | Liu Jun 劉駿      | Xiaojian 孝建 454–456 Daming 大明 457–464 | bror till Song Wendi  |
| 5  | Song Qianfeidi 宋前廢帝 |              | 464 ↓ 465    | Liu Ziye 劉子業   | Yongguang 永光 465 Jinghe 景和 465        | bror till Song Wendi  |
| 6  | Song Mingdi 宋明帝      | Taizong 太宗 | 465 ↓ 472    | Liu Yu 劉彧       | Taishi 泰始 465–471 Taiyu 泰豫 472        | son till Song Wendi   |
| 7  | Song Houfeidi 宋後廢帝  |              | 472 ↓ 476    | Liu Yu 劉昱       | Yuanhui 元徽 473–476                      | bror till Song Mingdi |
| 8  | Song Shundi 宋順帝      |              | 477 ↓ 479    | Liu Zhun 劉準     | Shengming 昇明 477–479                    | son till Song Mingdi  |